# Однос педагогије са другим наукама
Педагогија се у току свог развоја, нашла између два проблема: дефинисања свог предмета и одређивања односа са другим, по предмету, блиским наукама. Питање које се поставило јесте да ли треба створити једну, целисходну науку, која ће се бавити феноменом васпитања у потпуности, или да се више наука баве одређеним аспектом васпитања, а да све заједно проучавају укупност овог феномена.

## Педагогија и филозофија
Диференцирајући се од филозофије, педагогија је имала задатак да што прецизније одреди свој предмет и однос према филозофији. Дошло је до различитих и противречних тенденција, као и једна да је педагогија "практична филозофија", односно "практична етика", преко схватања да су основна теоријска питања васпитања заправо филозофска питања попут:
- шта је човек, каква је његова природа и суштина,
- каква је његова мисија и судбина,
- шта је смисао његовог живота, рада и постојања;
- шта је то друштво,
- који су основни механизми његовог структуирања и праваца мењања.

Хербарт је етику прогласио основом педагогије и то педагошке телеологије, јасно раздвајајући педагогију у два дела: практичну и теоријску. Педагогија је затим настојала да се као самостална повеже са позитивистички заснованим наукама, социологијом, психологијом и антропологијом. Позитивисти негирају повезаност педагогије као науке са филозофијом. У Хербартовом раду је постојала извесна дохотомија: педагошка теорија и васпитна пракса.
Под утицајем најпознатијих филозофа конституисале су се и одговарајуће педагогије (прагматистичка педагогија, егзистенцијалистичка педагогија, марксистичка педагогија, итд). Повезаност филозофије и педагогије проистиче, дакле, из саме природе васпитања, из основних питања пред којима се налази свака педагошка концепција. У савременим условима поновне интеграције свих наука, подразумева се да сви који се на научан начин баве питањима васпитања, познају довољно добро све релевантне научне области. У супротном само могу остати на једностраном и поједностављеном практицизму или јаловој спекулативности.
Дакле, повезаност филозофије и педагогије није добра воља овог или оног филозофа или педагога, већ нужност која лежи у природи предмета педагогије - васпитања. Не постоји једна и универзално и вечито важећа филозофија и непроменљива педагогија. Да ли ће у некој земљи бити преовлађујућа и званично прихваћена само једна филозофска концепција и педагогија, зависи од конкретних околности и односа снага које постоје и које су утицајне у тој земљи.

### Оснивачи експерименталне педагогије
В. А. Лај: довољна је експериментална педагогија, јер је целокупна, може да обухвати свеукупну педагошку проблематику. Он касније одступа од те идеје и издваја циљеве васпитања.
Е. Мојман: постоје две педагогије, научна, експериментална, која проучава праксу, емпирију и искуство и теоријска (општа) – уопштава резултате истраживања и на томе гради теоријске ставове.

### Други теоретичари васпитања
Брубахер - Не постоји противречност између филозофије и науке , па ни између„научне“ и „филозофске“ педагогије.
Нелер - Сва главна питања васпитања су по својој суштини филозофска, а азличите филозофије доводе до различитих дефиниција васпитања.
Мијаларе - Залагао се за премошћивање постојећег јаза између филозофије васпитања, теоријске педагогије и експерименталних истраживања.

### Прагматистичка педагогија
У САД је био покушај да се изгради прихватљивија педагошка теорија, која ће се звати филозофија васпитања. Џон Дјуи је педагошку проблематику учинио је централном филозофском проблематиком и као реакција на његов рад настају нови педагошки правци на филозофским основама.

#### Прогресивистички правац
Настаје на основама прагматизма. Сматрају да је васпитање живот, а не припрема за живот. Наставник је саветник, а не руководилац, и у васпитању треба да буде више сарадње, а мање такмичења. У васпитању треба да се реше конкретни проблеми, а не да се усваја градиво предмета. Правац је познат и као васпитање и образовање окренуто ка детету (Child centered education). Џон Дјуи је сматрао да су прогресивисти схватили његове захтеве превише екстремно.

#### Реконстуктивистички правац
Настаје као одговор на прагматизам. Сматрају да васпитање треба да буде у служби културне реконструкције и ускладу са наукама о понашању. Правац је настао и као одговор на друштвену „културну“ кризу. Они сматрају да Дјуји није довољно истицао циљеве васпитања.

#### Остали правци
Религијски, перенијалистички, есенцијалистички правци... Романтични натурализам је настао према идејама Русоа и делу Александра Нила "Слободна деца Самерхила". Егзистенцијализам превазилази једнострансти идеализма и материјализма и суштина васпитања јесте да у дехуманизованом друштву врати човека самом себи. Аналитичка педагогија преиспитује појмове, категорије, језик педагогије.

## Педагогија и андрагогија
Проблем дефинисања предмета педагогије зависи и од њеног односа са андрагогијом, тачније, да ли ће андрагогија бити третирана као педагошка дисциплина или пак као самостална наука о васпитању.
Прихватање одредбе андрагогије као педагошке дисциплине чинило би адекватном одредбу педагогије као науке о васпитању, међутим, прихватање одредбе андрагогије као самосталне науке о васпитању означавало би да постоје бар две науке које се баве васпитањем. У том случају разграничење ове две науке би могло бити извршено једино према критеријуму узраста, тако да се педагогија одреди као наука о васпитању деце и/или младих а андрагогија као наука о васпитању одраслих. Они који заговарају тезу да је андрагогија посебна наука о васпитању полазе од тога да се одрастао човек разликује од детета, што наравно није спорно, међутим, поставља се питање да ли је то довољан разлог за конституисање две посебне науке о васпитању.
Постоје знатно развијеније науке од педагогије са много ширим предметом истраживања, али оне немају потребу за рашчлањавањем свога предмета и издвајањем дисциплина у посебне науке. Самим тим, логично би било да се педагогија одреди као наука о васпитању која би обухватила васпитање у целину, а андрагогија би била дефинисана као једна од педагошких дисциплина из чега изводимо закључак да нема рационалних разлога за издвајање андрагогије из педагогије и да педагогија представља једину науку која проучава васпитање у целини, другим речима, предмет педагогије јесте васпитање у тоталитету и може се одредити као наука о васпитању (матичну науку). Друге научне дисциплине које се баве проучавањем једног аспекта васпитања са свог становишта не могу бити овако дефинисане, већ се приликом одређивања њиховог предмета мора навести аспект са којег проучавају васпитање, и самим тим, имају ужи предмет у односу на педагогију.

## Педагогија и психологија
Педагогија и психологија често представљају исту или веома сличну науку, што на одређени начин говори о њиховој сродности, блискости и традиционалној повезаности. Психолошка сазнања су у основи свих схватања и концепција васпитања.
Процес раздвајања психологије и педагогије није штетио њиховом развоју, већ је напротив, допринео да се низ проблема, везаних за предмет и методе ових наука, разјасни и обогати новим истраживањима. Истраживањима индивидуалних разлика међу децом, развојна психологија, ментална хигијена, психологија личности и педагошка психологија давале су основу за нови педагошки третман ученика, омогућавали да се пређе са дидактике поучавања на дидактику учења итд.
Ових деценија се, на једном вишем нивоу, опет тежи ка интегрисању и остваривању јединственог педагошко-психолошког приступа у проучавању васпитних појава.

## Педагогија и социологија
Васпитање је одувек друштвено условљено и остварује се у одређеним друштвеним структурама, као што су породица, школа, дечја организација и слично. Васпитање, дакле, има своје социолошко значење, а то значење треба открити и упознати, ако желимо да нам педагошке концепције одговарају актуелној друштвеној стварности и друштвеним потребама.
За педагогију су значајна социолошка проучавања друштвене структуре, друштвених односа, социјалних разлика, повезаности и супротстављености појединих социјалних група, а нарочито истраживања из области социјализације личности. Друштвено уређење, социјална структура друштва и појединих друштвених група (породице, на пример), полазна су основа у проучавању већине школских и педагошких питања.